# Hans Berliner
Hans Jack Berliner (Berlim, Alemanha, 27 de janeiro de 1929 – Riviera Beach (Flórida), Estados Unidos, 13 de janeiro de 2017) foi um professor de ciência da computação na Universidade Carnergie Mellon e um antigo campeão de xadrez por correspondência, entre 1965 e 1968. Ele é um Grande Mestre de xadrez por correspondência. Berliner direcionou a construção do computador de xadrez HiTech. É também um escritor de xadrez.
Berliner é primariamente conhecido por seus feitos em xadrez de correspondência, primariamente, no quinto Campeonato Mundial de Xadrez por Correspondência, em 1965, onde obteve a pontuação de 14/16 (doze vitórias, quatro empates), uma margem de vitória de três pontos, três vezes mais do que qualquer outro vencedor nestes campeonatos.